# 內林 (嘉義縣)
內林，是臺灣嘉義縣大林鎮的一個傳統地域名稱，位於該鄉中部略偏東北。相較於今日行政區，其範圍大致包括三角里南部東側凸出部分的西南端、內林里不含西北端及東北端及南部東側凸出部分、義和里東南半部、三和里北部邊界地帶的中部及西部各一小段。

## 歷史
台灣日治初期，內林地區為一街庄（舊制街庄），稱為「內林庄」，隸屬於打貓東頂堡。該庄輪廍東西狹長且東側呈劍尖形，其北邊西段及中段與溝背庄為鄰，北邊東段及東北邉與林頭庄為鄰，東南邊與大埔美庄為鄰，南邊中、西段及西邊為林仔前庄。
1901年（日治明治三十四年）11月11日，全台設置二十廳，該庄隸屬於嘉義廳。1904年（明治三十七年）2月15日，該庄編入「內林區」，隸屬於嘉義廳。1909年（明治四十二年）10月25日，全台整併二十廳為十二廳，該庄仍隸屬於嘉義廳。1910年（明治四十三年）1月18日，各區管轄區域調整，該庄改隸屬於嘉義廳的「大莆林區」。
1920年（大正九年）10月1日，全台廢十二廳改設五州二廳，該庄改制為「內林」大字，隸屬於臺南州嘉義郡大林庄（新制街庄）。1943年10月1日，大林庄升格為大林街。
戰後大林街改制為大林鎮，隸屬於臺南縣，大字亦改制為里。1950年（民國39年）10月25日，雲、嘉、南分治，大林鎮改隸屬於嘉義縣。

## 聚落
本地區發展較早的聚落有內林、竹圍仔等，在日治期初期的官方地圖上已有記載。

## 交通
縣道162號是溪口至梅山的道路，經過本地區南部邊界外不遠處。由該道路西行可前往大林鎮大林市區、溪口鄉，並止於縣道157號轉角路口；東行可前往梅山鄉梅山市區西北郊，並止於省道台3線路口。
鄉道嘉97線是三角至內林的道路。
鄉道嘉98線是水汴頭至大埔美的道路。
鄉道嘉101線是北勢至沙崙的道路。